# Château de Puycalvary
Le château de Puycalvary est situé à Dausse, dans le département de Lot-et-Garonne et la région Nouvelle-Aquitaine. 

## Histoire
La date de construction de cette forteresse est inconnue. Le château apparaît pour la première fois dans un acte en 1288 quand il est partagé entre les frères Palazols. La description montre que le château est du type tour-salle courant dans la région. Il en reste les ruines d'un vieux donjon du XIIIe siècle. 
Située sur un piton dominant la vallée, la forteresse est comprise dans une enceinte de remparts. Un pont-levis enjambe le fossé. Armand de Raffin, cinquième fils de Pierre de Raffin et de Catherine de Cuzorn, est devenu le seigneur de Puycalvary par son mariage en 1477 avec Jeanne de la Tour de Reyniès, fille de Jacques de la Tour, seigneur de Reyniès et de Puycalvary. La branche aînée des Raffin était seigneur du château de Perricard. 
Au début du XVIe siècle Antoine de Raffin, dit Pothon, fils d'Armand de Raffin, sénéchal d'Agenais entre 1520 et 1553, et capitaine des gardes du roi et gouverneur du dauphin, a transformé le château. Il possède une façade Renaissance entre les deux tours rondes du XVe siècle. 
Antoine de Raffin a été capitaine des gardes des rois François Ier et Henri II, chambellan, gouverneur de Cherbourg et de Marmande, sénéchal d'Agenais, gouverneur du dauphin François de Valois, propriétaire du château d'Azay-le-Rideau en 1534. Antoine de Raffin a été marié en premières noces dame Jeanne de Lalande, fille de Gaston de Lalande, seigneur de Tastes, dont il a eu François Poton de Raffin, qui lui a succédé comme sénéchal d'Agenais après 1553 jusqu'en 1570. 
Le château moderne a dû être reconstruit au XVe siècle. Il a probablement occupé la totalité de l'espace de l'ancienne basse-cour. Le château du XVe siècle a été construit  dans une cour fermée. Jeanne de Lalande a terminé en 1536 la reconstruction par la chapelle qui est bénie cette année-là par l'évêque de Saintes.
En secondes noces, il s'est marié à dame Philippe de Baissey, fille d'Antoine de Baissey, seigneur de Longecourt, baron de Til-Châtel, écuyer de Charles le Téméraire, bailli de Dijon. François Poton de Raffin s'est marié en 1553 à Nicole le Roy de Chavigny, fille de Guyon Le Roy du Chillou, vice-amiral de France, et de Radegonde de Maridor (morte en 1543). Sa sœur Anne a été mariée à François du Plessis de Richelieu, ancêtre du cardinal. Devenue veuve en 1570, Nicole le Roy de Chavigny s'est remariée avec Artus de Cossé-Brissac, maréchal de France. Sa fille, Antoinette de Raffin a épousé Guy de Lusignan de Saint-Gelais, seigneur de Lansac, premier baron d'Angoumois, gouverneur pour le roi des villes et châteaux de Blaye et de Brouage, vice-amiral de Guyenne, sénéchal d'Agenais en 1571-1572, ambassadeur en Pologne avec Jean de Monluc, évêque de Valence, au moment de l'élection d'Henri d'Anjou comme roi de Pologne et en Espagne auprès de Philippe II, proche de Charles de Mayenne il occupe La Flèche en 1590 pour la Ligue. Il est nommé chef d'une armée navale par le roi Louis XIII pour réprimer les corsaires en Méditerranée sous la direction du gouverneur de Provence Charles Ier de Guise, mort en 1622. 
Une tour d'escalier avec toiture à pans a été construite dans le style Louis XIII.
Le château est passé dans la famille de Lusignan de Saint-Gelais après le mariage d'Antoinette de Raffin, dame de Puycalvary. 
Gilles de Lusignan fait foi et hommage au roi Louis XIII pour son château de Puycalvary le 25 avril 1631. De ses premières noces il a eu Marie Magdelaine de Lusignan de Saint-Gelais, dame de Puycalvary, mariée avec Henri François, marquis de Vassé. Elle a vendu le château de Puycalvary en 1660 pour 91 000 livres. De ses deuxièmes noces, il a eu Anne Armande de Lusignan de Saint-Gelais, mariée à Charles III, duc de Créqui, prince puis duc de Poix, pair de France.

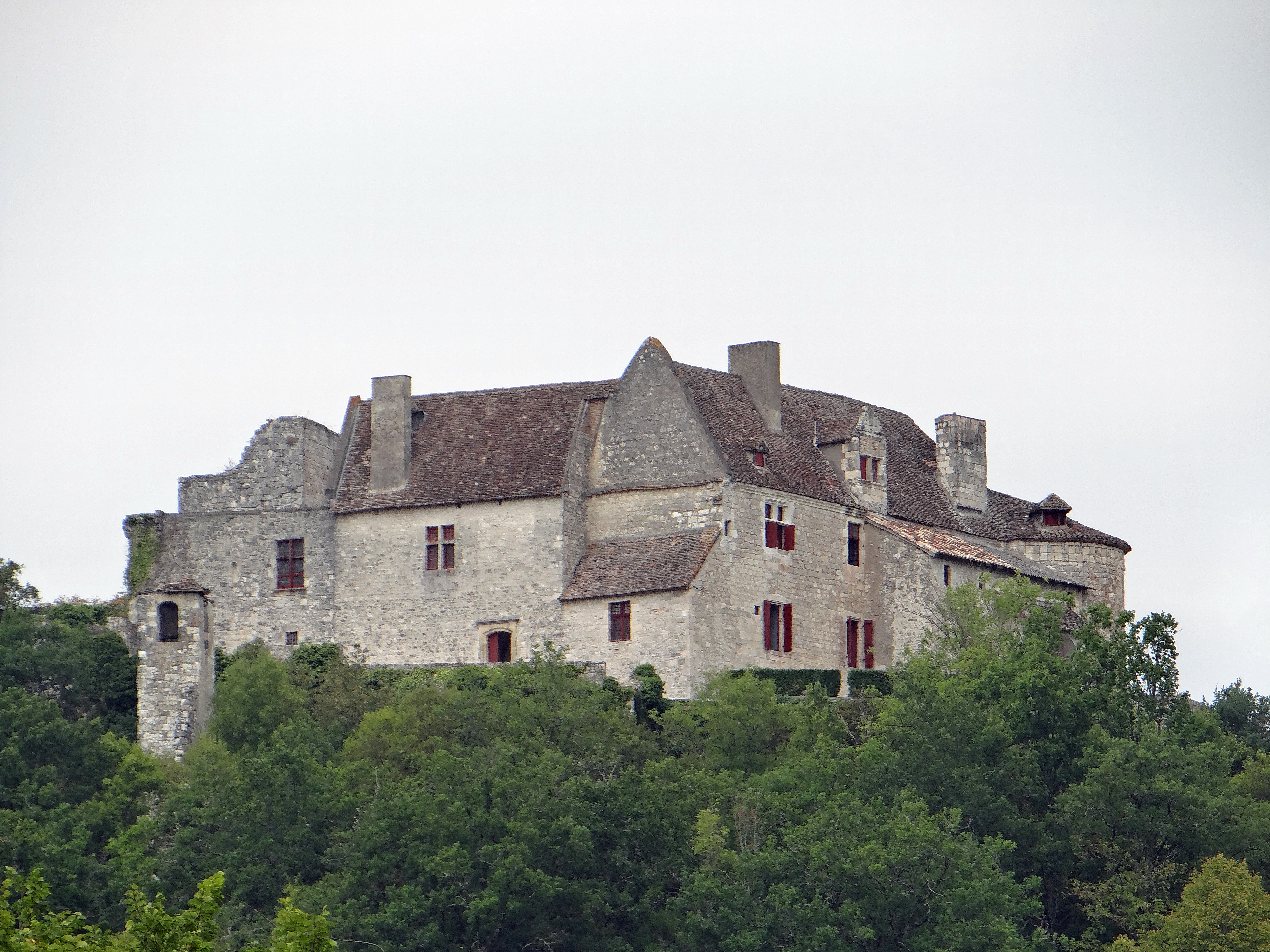
Château de Puycalvary

En 1696 le château, qui est la propriété des Guiscard depuis 1660, se voit élevé en comté pour Louis de Guiscard. Ils vont procéder à des aménagements intérieurs et construire de grandes écuries. Le fils aîné de Louis de Guscard, Arnaud-Louis de Cadrieu, a racheté la part de son frère cadet. Il est marié avec Marie-Louise de Sésergues dont il a eu quatre filles, dont Foy de Cadrieu qui s'est mariée avec son cousin Jean-Louis Arnaud de Guiscard. De ce mariage, une seule fille a survécu, mariée au comte de Durfort-Boissière. de cette union est né un fils qui a émigré en 1789. Cependant, comme les sœurs de Foy de Cadrieu étaient propriétaires du château, celui-ci n'a pas été saisi à la Révolution.
La chapelle seigneuriale est située sous le château, avec lequel elle communique par un escalier qui conduit dans des tribunes aménagées dans le mur, au niveau du départ des voûtes. Elle a été construite avec un chœur à pans et une voûte sur croisées d'ogives. Le porche à colonnettes et choux frisés date de la fin du XVe siècle, avec dans le tympan, une niche avec coquille. Une tour carrée sert de clocher, coiffée en pyramide.
Le château a peu souffert pendant la Révolution. Le château est acheté en 1815 par Pierre-Philippe-Marie Souilhagon de Bruet, ancien conseiller référendaire au Parlement de Bordeaux. Sa fille Catherine-Jeanne-Françoise-Adèle Souilhagon de Bruet s'y marie en 1811 avec François-Antoine-Lambert de Lalis. La famille l'a gardé jusqu’au XXe siècle.
Le château a été inscrit au titre des monuments historiques en 1925,.